# Stephen Phillip Jones
Stephen Phillip Jones, britanski rock and roll glasbenik, * 3. september 1955.
Jones je kitarist in pevec, ki je deloval tudi pri britanski punk skupini Sex Pistols. Kasneje se je preselil v Los Angeles, kjer je ustanovil skupino, v kateri je igral kitaro Duff McKagan, sicer znan kot bas kitarist skupine Guns'n'Roses.